# Franciszek Drucki-Lubecki (senator II RP)

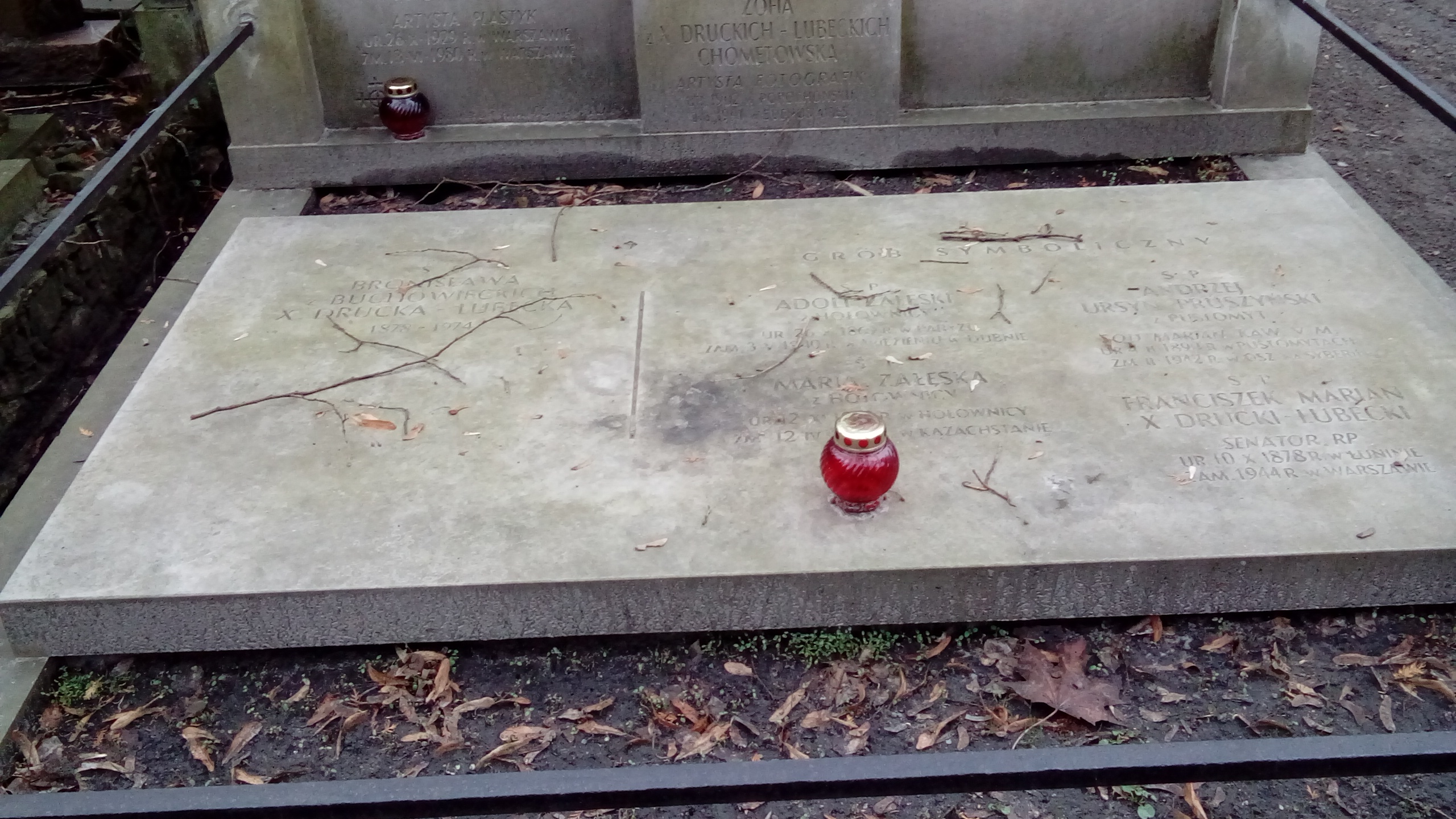
Grób Franciszka Druckiego-Lubeckiego na cmentarzu Powązkowskim

Franciszek Marian Drucki-Lubecki (ur. 10 października 1878 w Łuninie, zm. w sierpniu lub wrześniu 1944 w Warszawie) – polski ziemianin i działacz społeczny związany z Polesiem, senator II i III kadencji (1928–1935).

## Życiorys
Syn ks. Edwina Druckiego-Lubeckiego i jego drugiej żony Franciszki z Kaszowskich. Wnuk Hieronima Druckiego-Lubeckiego (brata ministra skarbu Franciszka Ksawerego) i Krystyny z Niemirowiczów-Szczyttów, córki marszałka Józefa Niemirowicza-Szczytta z Kożangródka. Franciszek miał siostrę Jadwigę oraz dwoje przyrodnich braci, Feliksa i Hieronima, z pierwszego małżeństwa ojca z Jadwigą ks. Radziwiłł (córką Konstantego Mikołaja).
Po ukończeniu Liceum Aleksandryjskiego służył w wojsku (1899–1901), po czym osiadł w rodzinnym Łuninie, gdzie przejął gospodarstwo po ojcu. Pracował również jako sekretarz kancelarii Rady Państwa. Na początku XX wieku działał w rosyjskiej Partii Konstytucyjno-Demokratycznej. W czasie zjazdu partii w kwietniu 1906 poparł wywłaszczenie wielkiej własności ziemskiej. Proponował, by przyszły ustrój agrarny określały zasady wybrane na podstawie demokratycznego prawa wyborczego do ziemstw.
W czasie I wojny światowej zmobilizowany do wojska rosyjskiego (w 1915 krótko więziony w Dyneburgu z powodów politycznych). W latach 1918–1921 służył w Wojsku Polskim, a po zakończeniu wojny polsko-bolszewickiej powrócił do rodzinnego majątku. Zakładał i przewodniczył Związkowi Ziemian w powiecie Łuniniec, był również radnym gminy Łunin oraz członkiem sejmiku i wydziału powiatowego w Łunińcu. W 1922 posiadał majątki ziemskie o powierzchni 26 860 ha. W 1928 stanął na czele Rady Powiatowej BBWR. W tym samym roku został wybrany na senatora z województwa poleskiego (z reelekcją w 1930). W latach 30. zamieszkał w Warszawie, gdzie zmarł podczas powstania. Pochowany na cmentarzu Powązkowskim w Warszawie (kwatera 234-4-1/2).
Odznaczony orderami św. Stanisława (1906) i św. Anny (1916).